# Carinthia (Schiff, 1925)
Die Carinthia (II) war ein 1925 in Dienst gestellter Ozeandampfer der britischen Reederei Cunard Line, der im Passagier- und Postverkehr zwischen Großbritannien und den Vereinigten Staaten als Royal Mail Ship verkehrte. Ab 1939 diente das Schiff als bewaffneter Hilfskreuzer (Armed Merchant Cruiser) im Zweiten Weltkrieg, bis es am 7. Juni 1940 vor Irland von einem deutschen U-Boot versenkt wurde. Mit einem Rauminhalt von 20.277 BRT war es das fünftgrößte Schiff, das im Zweiten Weltkrieg von einem deutschen U-Boot versenkt wurde.

## Das Schiff

Die Carinthia im Jahr 1937.

Der Kiel des Schiffs wurde 1924 in der englischen Hafenstadt Barrow-in-Furness gelegt. Die Carinthia entstand auf der Werft Vickers Ltd., die wenige Jahre später Teil des Baukonzerns Armstrong-Whitworth & Co., Ltd. wurde. Das Schiff sollte eigentlich Servia (II) heißen, aber beim Stapellauf am 24. Februar 1925 erhielt es den Namen Carinthia (englisch für Kärnten). Die Carinthia war mit einer Vermessung von 20.277 BRT der fünftgrößte nach dem Ersten Weltkrieg gebaute Liner. Der über 190 Meter lange Dampfer wurde von vier Sets von Dampfturbinen angetrieben, die auf zwei Propeller wirkten, 2437 nominale Pferdestärken (nhp) leisteten und die Carinthia auf eine Geschwindigkeit von 16,5 Knoten beschleunigen konnten. Das Schiff war mit zwei Masten und einem Schornstein ausgestattet. Die Schiffsbesatzung bestand aus etwa 450 Personen. An Deck waren 30 Rettungsboote installiert. Das Schwesterschiff der Carinthia, die Franconia (II), wurde bei John Brown & Company in Clydebank gebaut und bereits 1923 in Dienst gestellt.
Die Passagierunterkünfte waren für 240 Passagiere der Ersten, 460 der Zweiten und 950 der Dritten Klasse ausgelegt. Besonders die Dritte Klasse fiel durch Innovationen auf, da die Fahrgäste nicht wie sonst üblich an langen Tafeln aßen, sondern separate Tische für Familien und Freundesgruppen zur Verfügung standen. Zudem standen den Passagieren der Dritten Klasse ein Rauchsalon, eine kleine Bibliothek und ein Geschäft zur Verfügung. Die Carinthia war mit Sportanlagen ausgestattet, die sich über insgesamt 460 m² erstreckten und ein Schwimmbecken, einen Gymnastikraum, ein Cricketfeld sowie Dusch- und Baderäume für Massagebehandlungen beinhalteten. Auf dem A-Deck befand sich der Rauchsalon der Ersten Klasse, der dem Haus von El Greco nachempfunden war. Die Lounge der Ersten Klasse war im Stil Wilhelms III. von England gehalten.

## Dienstzeit als Passagierschiff
Die Carinthia wurde für den Passagierverkehr von Liverpool nach Boston und New York gebaut und lief am 22. August 1925 zu ihrer Jungfernfahrt aus. Ab März 1930 hießen die Passagierklassen Erste Klasse, Touristenklasse und Dritte Klasse und ab Oktober 1931 Kabinenklasse, Touristenklasse und Dritte Klasse. Ab 1933 befuhr die Carinthia nur noch im Sommer ihre reguläre New York-Route, während sie in den Wintermonaten für Kreuzfahrten, z. B. zu den Fjorden Norwegens und zum Nordkap, genutzt wurde.
Im Jahr 1933 unternahm die Carinthia eine Weltumrundung, während der sie in 40 Häfen Halt machte, darunter Tristan da Cunha im Südatlantik, die als eine der abgelegensten bewohnten Inseln der Welt gilt. Auf dieser Reise legte die Carinthia 40.000 Meilen (64.000 km) zurück. Im selben Jahr empfing sie den Notruf des lettischen Dampfers Andromeda, der etwa 80 Seemeilen vor der französischen Atlantikinsel Ouessant mit einem Unterwasserobjekt kollidiert war. Sie befand sich zu weit weg, um dem Schiff zu Hilfe zu kommen, bevor es sank. Die Mannschaft der Andromeda wurde von dem Dampfer Hartside aufgenommen.
Am 24. Mai 1934 legte der Dampfer zur ersten von drei Überfahrten von London über Southampton und Le Havre nach New York ab und kehrte am 3. Mai 1935 wieder in den Liverpool-New York-Service zurück. Von da an bis 1939 wurde sie wieder während des Sommers als Liniendampfer und während des Winters als Kreuzfahrtschiff eingesetzt. Am 15. Juli 1939 lief die Carinthia zum letzten Mal von Liverpool nach New York aus. Anschließend wurde sie wieder im Kreuzfahrtgeschäft eingesetzt, bis sie am 3. September 1939 von New York zurück nach Liverpool fuhr.

## Dienst als Hilfskreuzer
Danach wurde das Schiff in einen Hilfskreuzer umgewandelt und nahm am 30. Dezember 1939 unter seinem alten Namen den Dienst auf. Nach den Probefahrten vor Liverpool dampfte sie mit Vorräten nach Portsmouth und dann nach Greenock. Ab Januar 1940 gehörte das Schiff zur Northern Patrol und unternahm mehrere Patrouillenfahrten in der Gegend südlich von Island, bis es im März 1940 zur Überholung nach Birkenhead gebracht wurde. Als Nächstes dampfte die Carinthia südwärts, um sich im Rahmen der North Atlantic Escort Force einer Patrouille vor der Küste Portugals anzuschließen.
Am 20. März 1940 kollidierte die Carinthia mit der Cilicia, einem ebenfalls zum Hilfskreuzer umgerüsteten ehemaligen britischen Passagierschiff. Beide Schiffe fuhren abgedunkelt und bei hoher Geschwindigkeit. Die Carinthia rammte die kleinere Cilicia fast mittschiffs auf Höhe der Abteilung Nr. 2. Der Zerstörer Gallant geleitete die beiden Schiffe daraufhin nach Belfast. Der Zusammenstoß war so heftig gewesen, dass die Gösch der Carinthia an Bord der Cilicia zurückblieb und für den Rest ihrer Dienstzeit als Hilfskreuzer in deren Messe ausgestellt war.
Am 3. Juni stoppte sie in Gibraltar, um Vorräte aufzunehmen und lief danach aus, um sich wieder der Patrouille anzuschließen. Am 6. Juni 1940 wurde das Schiff, das sich unter dem Kommando von Kapitän J. F. B. Barrett befand, westlich der Galway Bay vor der irischen Küste von dem deutschen U-Boot U 46 unter dem Kommando von Kapitänleutnant Engelbert Endrass auf der Position 53° 13′ N, 10° 40′ W angegriffen. Das U-Boot schoss um 13.13 Uhr einen Torpedo auf den mit acht 152-mm-Geschützen und zwei 76-mm-Geschützen bewaffneten Dampfer, der in Hecknähe einschlug. Zwei Offiziere und zwei Seeleute kamen durch die Explosion ums Leben. Der Maschinenraum und mehrere Laderäume liefen schnell voll.
Obwohl es kaum Chancen gab, das Schiff zu retten, sandte die Mannschaft Signalraketen in den Himmel und eröffnete das Feuer auf das U-Boot. Gegen 14.30 Uhr am 6. Juni wurde ein zweiter Torpedo abgeschossen, der das Ziel verfehlte. Die Carinthia blieb noch 36 Stunden nach dem ersten Angriff schwimmfähig, bis sie am Abend des 7. Juni um 21.40 Uhr 34 Seemeilen westlich von Tory Island kenterte und sank. Das Wrack liegt auf der Position 55° 12′ N, 9° 12′ W.